# Acrocercops prompta
Acrocercops prompta là một loài bướm đêm thuộc họ Gracillariidae. Loài này có ở Tamil Nadu, Ấn Độ. Nó được miêu tả bởi Edward Meyrick năm 1916.